# Свята Португалії
У Португалії відзначаються наступні свята:
- Новий рік — 1 січня;
- Карнавальний вівторок — лютий/березень, день напередодні Попелястого Середи, першого дня Великого Посту;
- Велика П'ятниця — березень/квітень, п'ятниця на Страсному Тижні;
- День Свободи — 25 квітня, роковини революції 1974 року;
- День праці — 1 травня;
- Свято тіла Христового — травень/червень, дев'ятий четвер після Паски;
- День Португалії, або День Камоенса, Португалії та португальських спільнот (порт. Dia de Camões, de Portugal e das Comunidades Portuguesas) — 10 червня[1];
- Свято Успіння Богородиці — 15 серпня;
- День Республіки — 5 жовтня, роковини проголошення в 1910 році Республіки Португалія[2];
- День Всіх Святих — 1 листопада;
- День Незалежності — 1 грудня, роковини проголошення незалежності Португалії від Іспанії в 1640 році;
- Свято Непорочного Зачаття — 8 грудня;
- Різдво — 25 грудня.

Крім загальнонаціональних, кожен регіон Португалії має свої місцеві свята.